# 葉天球
葉天球（1480年—1527年），字良器，號硯莊，一號礪齋。南直隶徽州府婺源縣外庄人，民籍。明朝進士、政府官员。

## 生平
正德八年（1513年）以《礼记》中癸酉科順天府乡试舉人，九年（1514年）联捷甲戌科二甲第八名進士，授户部主事，管理太仓，督饷宣府。历员外、郎中，擢升東昌府知府，在任七年，嘉靖六年（1527年）三月由山东巡抚保奏，升河南布政使司左参政，仍管东昌府事，六月升四川右参政，未上任而病逝。

## 家族
元配汪氏。子葉份，官山东提学副使。兄葉天爵，字良貴，历官崇仁知县、户部郎中、饶州知府。